# Wijve
Wijve is een kleine woonkern rond de Wijvestraat in de gemeente Zonhoven in de Belgische provincie Limburg. De Wijvestraat werd in 2016 nog tot gekste straatnaam verkozen in Limburg. De plaats ontleent zijn naam aan de nabijgelegen Wijvenheide, een natuurgebied dat zijn naam op zijn beurt ontleende aan een vijver die oorspronkelijk het Wey-Ven heette. Op de Ferrariskaart van 1777 werd het vermeld als Wey Ven.